# Kukujevci
Kukujevci su selo u Srijemu, u Vojvodini, Srbija.

## Zemljopisni položaj
Nalaze se na 45° 4' 14" sjeverne zemljopisne dužine i 19° 20' 26" istočne zemljopisne dužine, na 93 metra nadmorske visine.

## Upravna organizacija
Pripadaju općini Šid.

## Povijest
Prvi put se u povijesti Kukujevci spominje pod imenom Kukej 1275. godine. Kasnije je zabilježen i naziv Kukurkudhel. U jednoj povelji mađarskog kralja Matije Korvina iz 1484. također je spomenuto ime mjesta.
Već u srednjem vijeku se zna da je selo većinom katoličko. 1736. godine, Kukujevci su jedno od 14 čistohrvatskih naselja u Srijemu. Krajem 19. stoljeća u selo se doseljavaju Nijemci. U to doba su Kukujevci imali 1483. stanovnika. Po popisu iz 1910. godine, broj stanovnika se povećao na 2287. Do početka Domovinskog rata, selo je imalo svega 1% srpskog pravoslavnog življa, dok se taj odnos sada okrenuo, pa toliko sada ima katolika.

### Agresija na Hrvatsku
Jedno je od srijemskih sela teško pogođenih etničkim čišćenjem za vrijeme srpske oružane agresije na Hrvatsku, iza kojih su stajale stranka Srpske narodne obnove Vuka Draškovića i Srpska radikalna stranka Vojislava Šešelja.
Ovdje su mjesni Hrvati bili izloženi strašnim prijetnjama, otpuštanjem s posla, brutalnim premlaćivanjima i ubojstvima, pri čemu su u tim zločinima u prvim fazama sudjelovale redovne policijske snage Srbije, dok su paravojne formacije činile ubojstva. Ubojstva cijelih obitelji prolazila su prešućena u medijima, policijski neistraživana i sudski zataškana.
Stanovnici Hrvati su 1993. godine ubijeni u svojoj kući iz automatskog oružja, a stanovnike su ubijali još 1995. godine, pri čemu, prema izjavama srbijanskog Helsinškog odbora, srbijanski MUP uopće nije pokušavao rasvijetliti te slučajeve.
U tom je dijelu Srijema ubijeno sedmoro ljudi, od kojih su njih šestero masakrirali. U samim Kukujevcima je prije rata bilo 500 hrvatskih obitelji, a danas ih je ostalo svega pet.
8. kolovoza 1995. su osobe u odorama razbijali prozore i ulazna vrata Hrvatima i istjerivali ukućane iz kuće, a svi koji su pružili otpor su premlaćeni. 
Isto se dogodilo i sumještanima Srbima koji su pokušali zaštiti svoje sumještane.
Nakon ovoga je krenuo masovni izgon Hrvata iz Kukujevaca, a potom i u susjednom Gibarcu.

## Prijedlog za promjenu imena mjesta
Kao posljedica rata demografska struktura sela se potpuno promijenila, tako da umjesto prijeratnih 89% Hrvata danas tu živi 90% Srba, uglavnom izbjeglica koji su došli nakon sloma samoproglašene SAO Istočna Slavonija, Baranja i Zapadni Srijem, ali i iz drugih dijelova Hrvatske. 
Novonastanjeno srpsko stanovništvo pokrenulo je inicijativu da preimenuju naziv sela u Lazarevo, ali je sve ostalo na inicijativi.

## Stanovništvo
Prije agresije na Hrvatsku, u Kukujevcima je 1991. godine živilo 89,07% Hrvata.

## Poznati Kukujevčani
- Živko Bertić, pisac
- Ljubica Kolarić-Dumić, spisateljica
- Ivana Paradžiković, televizijska voditeljica, urednica i novinarka
- Ivan Dujmović-Srbin, heroj Domovinskog rata,branitelj Vukovara
- Petar Masnić, katolički svećenik, organizator pokreta otpora u drugom svjetskom ratu, vijećnik Avnoja, zastupnik u Ustavotvornoj i Narodnoj skupštini FNRJ

## Vanjske poveznice
- (engl.) Položaj  Arhivirana inačica izvorne stranice od 21. studenoga 2007. (Wayback Machine)
- (engl.) Izvješće na aimpress.ch  Arhivirana inačica izvorne stranice od 29. rujna 2020. (Wayback Machine) Glavom u pijesku
- Hrvatska riječ  Arhivirana inačica izvorne stranice od 19. rujna 2016. (Wayback Machine) Obilježena deseta obljetnica iseljavanja brojnih Hrvata iz Srijema
- Hrvatska riječ Inzistirajmo na zajedništvu (u pismohrani archive.is)